# 坦珀蘭斯 (喬治亞州)
坦珀蘭斯（英語：Temperance）是位於美國喬治亞州特爾費爾縣的一個非建制地區。該地的面積和人口皆未知。

## 地理
坦珀蘭斯的座標為31°53′23″N 83°08′47″W / 31.88972°N 83.14639°W，而該地的平均海拔高度為76米（即259英尺）。